# Baronia de Sant Esteve
La Baronia de Sant Esteve era una baronia del Comtat de Rosselló, relacionada amb el poble de Sant Esteve del Monestir, creada el 1650.
El 10 de juny del 1650 el duc de Vendôme, lloctinent general del Principat de Catalunya, concedí a Antoni Francesc Salvador Generes i Hitie, en aquell moment burgès de Perpinyà, el mer imperi de la senyoria de Sant Esteve. El 1653 li fou confiscada, amb tots els seus béns, i donada al marquès d'Aguilar, Josep de Margarit, però el 1663 jurava fidelitat al rei francès, i li eren restituïts tots els seus béns, de mans de Francesc Romanyà, veguer del Rosselló i del Vallespir.
La baronia de Sant Esteve quedà unida al marquesat de Sant Marçal per casament, el 23 de juliol de 1710, de Maria Teresa Joana Josepa Cecília Políbia de Generes i d'Ortafà amb Àngel Carles Delpàs i d'Oms, marquès de Sant Marçal.
Els barons de Sant Esteve foren, per ordre cronològic:
1. Antoni Generes i Hitie (Canet de Rosselló, 9.3.1604 - Perpinyà, 4.5.1670)
2. Domènec Generes i Pasqual (Perpinyà, 17.1.1636 - 22.10.1704)
3. Josep de Generes i Riu (14.5.1670 - 18.2.1724)
4. Maria Teresa de Generes i Ortafà (13.11.1691 - casament, 23.7.1710).